# Аптекарь (картина Лонги)
«Аптекарь» (итал. Il farmacista) — картина итальянского живописца Пьетро Лонги (1702—1785), представителя венецианской школы. Создана примерно в 1752 году. С 1838 года хранится в коллекции Музея венецианского сеттеченто, Ка-Реццонико, Венеция. Вариант находится в галерее Венецианской академии.

## Описание
На картине изображена лавка аптекаря с маленькими керамическими и стеклянными ёмкостями с лекарствами и эссенциями, которые аккуратно расставлены на полках шкафов. На первом плане Лонги изобразил аптекаря, осматривающего женщину, которая, вероятно, страдает от зубной боли, старик-писарь заполняет рецепты, а ученик проверяет жаровню, на которой, вероятно, готовится какой-то отвар, а за спиной у женщины двое пациентов терпеливо ожидают свою очередь. Предполагается, что прототипом для Лонги послужила аптека Кьоджа, которой управляли владельцы картины, висящей на стене аптеки: «Рождество» веронского художника Антонио Балестры (1666-1740), которая сейчас находится в венецианской частной коллекции.
Это полотно особенно ярко подчеркивает особенность жанровой живописи художника — мягкий юмор. Лонги пишет свою работу несколько отстранённо, будто констатируя, и композиционно закрывая сцену, разнообразя ее пространство различными деталями. Он будто отталкивает персонажей к зрителю. При такой сухости изложения, живописная речь художника богата на мельчайшие нюансы; его живопись складывается прежде всего из передачи чистого, освещённого до прозрачности цвета и природных вибраций.